# Campionati europei di atletica leggera 2022 - Salto con l'asta femminile
Il concorso del salto con l'asta femminile ai campionati europei di atletica leggera 2022 si è svolto il 15 e il 17 agosto 2022.

## Podio
| Pos.    | Atleta               | Nazione   | Misura | Note |
| ------- | -------------------- | --------- | ------ | ---- |
| Oro     | Wilma Murto          | Finlandia | 4,85 m |      |
| Argento | Aikaterini Stefanidi | Grecia    | 4,75 m |      |
| Bronzo  | Tina Šutej           | Slovenia  | 4,75 m |      |

## Record
Prima di questa competizione, il record del mondo (RM), il record europeo (EU) ed il record dei campionati (RC) erano i seguenti:
| Record                | Prestazione | Atleta                      | Data                            | Competizione |
| --------------------- | ----------- | --------------------------- | ------------------------------- | ------------ |
| Record mondiale       | 5,06        | Elena Isinbaeva Russia      | 28 agosto 2009 Zurigo, Svizzera |              |
| Record europeo        | 5,06        | Elena Isinbaeva Russia      | 28 agosto 2009 Zurigo, Svizzera |              |
| Record dei campionati | 4,85        | Aikaterini Stefanidi Grecia | 9 agosto 2018 Berlino, Germania | Europei 2018 |

### Campione in carica
La campionessa europea in carica era prima della manifestazione sportiva:
| Campione | Nazione                     | Prestazione | Data                            | Competizione |
| -------- | --------------------------- | ----------- | ------------------------------- | ------------ |
| Europeo  | Aikaterini Stefanidi Grecia | 4,85 m      | 9 agosto 2018 Berlino, Germania | Europei 2018 |

### La stagione
Prima di questa gara, gli atleti con le migliori tre prestazioni dell'anno erano:
| Pos. | Nazione                                        | Prestazione | Data                                       |
| ---- | ---------------------------------------------- | ----------- | ------------------------------------------ |
| 1    | Anzhelika Sidorova Atleti Neutrali Autorizzati | 4,91 m      | 2 agosto 2022 Cheboksary, Russia           |
| 2    | Polina Knoroz Atleti Neutrali Autorizzati      | 4,81 m      | 19 febbraio 2022 Clermont Ferrand, Francia |
| 3    | Iryna Zhuk Bielorussia                         | 4,80 m      | 17 febbraio 2022 Lievin, Francia           |
| 3    | Tina Šutej Slovenia                            | 4,80 m      | 5 marzo 2022 Rouen, Francia                |

## Risultati

### Qualificazione
Si qualificano alla finale le atlete che saltano 4,55 m (Q) o le dodici migliori misure (q).
| Pos. | Gruppo | Atleta               | Nazionalità   | 4,10 | 4,25 | 4,40 | 4,50 | Risultato | Note |
| ---- | ------ | -------------------- | ------------- | ---- | ---- | ---- | ---- | --------- | ---- |
| 1    | B      | Tina Šutej           | Slovenia      | –    | –    | o    | o    | 4,50      | q    |
| 2    | A      | Lene Retzius         | Norvegia      | –    | –    | xxo  | o    | 4,50      | q    |
| 2    | A      | Aikaterini Stefanidi | Grecia        | –    | –    | xxo  | o    | 4,50      | q    |
| 4    | B      | Caroline Bonde Holm  | Danimarca     | o    | o    | o    | xo   | 4,50      | q    |
| 4    | B      | Angelica Moser       | Svizzera      | –    | –    | o    | xo   | 4,50      | q    |
| 6    | B      | Roberta Bruni        | Italia        | –    | xxo  | o    | xo   | 4,50      | q    |
| 7    | A      | Wilma Murto          | Finlandia     | –    | o    | o    | xxo  | 4,50      | q    |
| 8    | A      | Molly Caudery        | Gran Bretagna | o    | xo   | o    | xxo  | 4,50      | q    |
| 9    | B      | Sophie Cook          | Gran Bretagna | o    | xo   | xo   | xxo  | 4,50      | q =  |
| 10   | B      | Marie-Julie Bonnin   | Francia       | –    | o    | o    | xxx  | 4,40      | q    |
| 10   | B      | Margot Chevrier      | Francia       | –    | o    | o    | xxx  | 4,40      | q    |
| 12   | B      | Elina Lampela        | Finlandia     | o    | xo   | o    | xxx  | 4,40      | q    |
| 13   | A      | Saga Andersson       | Finlandia     | xo   | xxo  | o    | xxx  | 4,40      |      |
| 14   | A      | Ninon Chapelle       | Francia       | –    | o    | xo   | xxx  | 4,40      |      |
| 14   | B      | Anjuli Knäsche       | Germania      | o    | o    | xo   | xxx  | 4,40      |      |
| 14   | A      | Amálie Švábíková     | Rep. Ceca     | –    | o    | xo   | xxx  | 4,40      |      |
| 17   | B      | Eleni-Klaoudia Polak | Grecia        | –    | xxo  | xxo  | xxx  | 4,40      |      |
| 18   | A      | Yana Hladiychuk      | Ucraina       | –    | o    | xxx  |      | 4,25      |      |
| 18   | A      | Hanga Klekner        | Ungheria      | o    | o    | xxx  |      | 4,25      |      |
| 18   | A      | Elisa Molinarolo     | Italia        | o    | o    | xxx  |      | 4,25      |      |
| 21   | A      | Pascale Stöcklin     | Svizzera      | xo   | o    | xxx  |      | 4,25      |      |
| 22   | B      | Maryna Kylypko       | Ucraina       | –    | xo   | xxx  |      | 4,25      |      |
| 23   | A      | Jacqueline Otchere   | Germania      | o    | xxx  |      |      | 4,10      |      |
| 24   | B      | Lisa Gunnarsson      | Svezia        | xxo  | xxx  |      |      | 4,10      |      |
|      | A      | Buse Arıkazan        | Turchia       | xxx  |      |      |      | nm        |      |

### Finale
| Pos.    | Atleta               | Nazionalità   | 4,25 | 4,40 | 4,55 | 4,65 | 4,70 | 4,75 | 4,80 | 4,85 | 4,90 | Risultato | Note                                     |
| ------- | -------------------- | ------------- | ---- | ---- | ---- | ---- | ---- | ---- | ---- | ---- | ---- | --------- | ---------------------------------------- |
| Oro     | Wilma Murto          | Finlandia     | –    | o    | xo   | xo   | x-   | o    | o    | xo   | r    | 4,85      | =                                        |
| Argento | Aikaterini Stefanidi | Grecia        | –    | o    | o    | o    | o    | o    | x-   | xx   |      | 4,75      | Miglior prestazione personale stagionale |
| Bronzo  | Tina Šutej           | Slovenia      | –    | o    | o    | o    | xo   | o    | xxx  |      |      | 4,75      |                                          |
| 4       | Caroline Bonde Holm  | Danimarca     | o    | xxo  | o    | xxx  |      |      |      |      |      | 4,55      | Record nazionale                         |
| 5       | Angelica Moser       | Svizzera      | –    | xxo  | o    | xxx  |      |      |      |      |      | 4,55      |                                          |
| 6       | Marie-Julie Bonnin   | Francia       | –    | xo   | xo   | xxx  |      |      |      |      |      | 4,55      | Miglior prestazione personale            |
| 7       | Roberta Bruni        | Italia        | o    | o    | xxo  | xxx  |      |      |      |      |      | 4,55      |                                          |
| 7       | Molly Caudery        | Gran Bretagna | o    | o    | xxo  | xx-  | x    |      |      |      |      | 4,55      |                                          |
| 9       | Sophie Cook          | Gran Bretagna | o    | o    | xxx  |      |      |      |      |      |      | 4,40      |                                          |
| 10      | Margot Chevrier      | Francia       | xxo  | xo   | xxx  |      |      |      |      |      |      | 4,40      |                                          |
| 11      | Elina Lampela        | Finlandia     | xo   | xxo  | xxx  |      |      |      |      |      |      | 4,40      |                                          |
| 12      | Lene Retzius         | Norvegia      | o    | xxx  |      |      |      |      |      |      |      | 4,25      |                                          |